# Ołeh Wenhlinski
Ołeh Mykołajowycz Wenhlinski, ukr. Олег Миколайович Венглінський (ur. 21 marca 1978 w Kijowie, Ukraińska SRR) – ukraiński piłkarz, grający na pozycji napastnika, a wcześniej pomocnika, reprezentant Ukrainy.

## Kariera piłkarska

### Kariera klubowa
Wychowanek szkoły piłkarskiej Dynama Kijów od 1994. Rozpoczynał karierę na pozycji pomocnika, potem został napastnikiem, ale nie potrafił przebić się do podstawowego składu Dynama. Z tego powodu w 2002 przeszedł do klubu Dnipro Dniepropietrowsk, gdzie pokazał siebie z najlepszej strony. W 2003 został najlepszym piłkarzem Ukrainy. Potem coraz mniej występował, ciągłe dostawał kontuzje. W 2005 podpisał kontrakt z greckim klubem AEK Ateny. Jednak tam też nie zrobił kariery - tylko 3 gole w 15 meczach, co jak na napastnika było za mało. W 2006 wrócił do Ukrainy, gdzie został piłkarzem Czornomorca Odessa. W końcu 2008 zakończył karierę piłkarską.

### Kariera reprezentacyjna
W latach 1998–2005 występował w reprezentacji Ukrainy, wystąpił w 10 meczach, strzelając 1 gola.

## Sukcesy i odznaczenia

### Sukcesy klubowe
- mistrz Ukrainy: 1998

### Odznaczenia
- tytuł Mistrza Sportu Klasy Międzynarodowej: 2005[1]
- Medal "Za pracę i zwycięstwo": 2006[2]